# Lorient South Brittany repülőtér
A Lorient South Brittany repülőtér (IATA: LRT, ICAO: LFRH) Franciaország egyik nemzetközi repülőtere, amely Lorient közelében található. Éves utasforgalma 6244 fő .

## Futópályák
A repülőtér futópályái:
- 02/20
- 07/25

## Forgalom
Az utasforgalom az elmúlt években az alábbi módon változott:
| Utasok száma | 194 575 | 211 755 | 207 537 | 214 410 | 217 631 | 181 961 | 123 274 | 127 923 | 102 615 | 6244 |
|              | 1997    | 2000    | 2003    | 2005    | 2008    | 2011    | 2014    | 2016    | 2019    | 2022 |

## Légitársaságok és uticélok
| Légitársaság | Célállomások                  |
| ------------ | ----------------------------- |
| Air France   | Lyon, Paris–Charles de Gaulle |
| APG Airlines | Toulouse                      |
| Ryanair      | Porto                         |